# محمود خليفة
محمود يوسف محمد خليفة دبلوماسي فلسطيني، شغل منصب وكيل وزارة الإعلام الفلسطينية لعدة سنوات حتى عام 2018 عندما عينه الرئيس الفلسطيني سفيرًا لدولة فلسطين لدى بولندا، وفي 17 أبريل 2018 قدم أوراق اعتماده إلى الرئيس البولندي.